# Комитет независимости Грузии (1914—1918)
Комитет независимости Грузии (груз. დამოუკიდებელი საქართველოს კომიტეტი, также известный как Грузинский Комитет) — политическая организация, созданная в 1914 году грузинскими эмигрантами и студентами в Германии во время Первой мировой войны. Комитет был нацелен на прекращение российского владычества в Грузии и восстановления независимости страны под защитой Германии. Комитет возглавлял Пётр Сургуладзе; членами были: князь Георгий Мачабели, Михаил Церетели (известный историк, который отказался от кропоткинского анархизма в пользу грузинского национализма), Лев и Георгий Кереселидзе, и грузинский мусульманин Осман Бей (Мелитон) Карцивадзе. Комитет также создал филиалы в Австро-Венгрии и Османской империи.
Во время Кавказской кампании в 1916-1917 годов штаб-квартира Комитета была организована в Самсуне , а затем в Гиресуне. Оттуда организация попыталась установить контакты с диссидентами в Грузии. Ведущая независимая политическая партия, Социал-демократы (меньшевики) сохраняла нейтралитет и не занималась антивоенной деятельностью. Их выраженная российская ориентация убедила царскую власть позволить им свободно действовать на Кавказе. Таким образом, меньшевики не хотели сотрудничать с Комитетом, который выступал за разрыв с Россией и независимое грузинское государство. Сам Михаил Церетели совершил тайную поездку в Грузию (высадка произошла с немецкой подводной лодки SM UB-42 ). Он встретился с меньшевистским лидером Ноем Жордания в Кутаиси и призвал его рассмотреть прогерманскую ориентацию. Но в то время Жордания рассматривал любую конфронтацию с царской властью политическим самоубийством, и миссия Церетели закончилась безуспешно. Тем не менее, Комитет и его сторонники, хотя и не очень многочисленны, представляли собой довольно серьезную проблему для российского правительства, особенно после того, как Комитет учредил волонтёрское подразделение — Грузинский легион в составе Германо-Кавказской экспедиции. Хотя движение продолжало поддерживаться Германией, его отношения с османским правительством стали крайне напряженными. В результате Грузинский легион был официально распущен в апреле 1917 года. Члены Комитета и Легиона вернулись в Грузию после Революции 1917 года и присоединились к движению за независимость, которое завершилось провозглашением Демократической Республики Грузия 26 мая 1918 года.